# یوی ایشیکاوا
یوی ایشیکاوا (انگلیسی: Yui Ishikawa; ۳۰ مهٔ ۱۹۸۹ – ) صداپیشه، بازیگر، و بازیگر اهل ژاپن است.